# Trbuh
Trbuh ili abdomen je dio tijela između pluća i zdjelice.
Unutar trbuha nalaze se mnogi organi: probavni trakt (želudac, tanko crijevo, debelo crijevo i slijepo crijevo), jetra, žučnjak, gušterača, sustav za izlučivanje (bubrezi i mokraćovod), aorta, donja šuplja vena i slezena. Tu se odvija apsorpcija hrane, probava, izlučivanje mokraće i dr. 
Trbušni mišići su: poprečni trbušni mišić, ravni trbušni mišić, vanjski kosi trbušni mišić, nutarnji kosi trbušni mišić i četverokutni slabinski mišić.
Ozljeda trbuha je abdominalna trauma. Radi se o ozljedi organa unutar trbuha. Znakovi i simptomi su: bol u trbuhu, mekan trbuh, nagnječenje i sl. Ozljeda trbuha rizik je za infekcije i gubitak krvi. U prometnim nesrećama česte su ozljede trbuha.
Kod kukaca, abdomen ili zadak je stražnji dio tijela u kojemu se nalazi najveći dio utrobe pa se zbog toga njegov volumen može mijenjati. Sastoji se od 11 kolutića, koji su u nekih kukaca srasli, a u nekih utisnuti jedni u druge.